# Mario Kart 64
Mario Kart 64 is een computerspel voor de Nintendo 64 en het vervolg op het SNES spel Super Mario Kart. De opvolger van Mario Kart 64 heet Mario Kart: Super Circuit.
Dit deel bevat meer parcoursen en 3D graphics. De karts en de coureurs worden echter nog 2D weergegeven.
Het spel kan met maximaal vier spelers gespeeld worden.

## Doel van het spel
Het doel van het spel is om elke cup op elke mogelijke moeilijkheidsgraad te voltooien, om als beloning hiervoor telkens een gouden beker te bemachtigen. Als dit gehaald is, wordt de mogelijkheid vrijgespeeld om alle cups in spiegelbeeld (Mirror Mode) te spelen. Als dit dan is voltooid, is het spel uitgespeeld.

## Voorwerpen
In Mario Kart 64 keren alle acht voorwerpen uit Super Mario Kart terug en zijn er drie nieuwe voorwerpen (spiny-schild, gouden paddenstoel, fake item box). Ook introduceert dit spel een driedubbele-variant van drie voorwerpen. Dit is het enige spel (tot en met Mario Kart Tour) met een bananentros als voorwerp, die de speler vijf bananen geeft. De bananentros is de voorloper van de driedubbele-variant van de banaan die in Mario Kart DS wordt geïntroduceerd. Het totaal aantal voorwerpen in Mario Kart 64 komt daarmee op veertien.
Een Spiny-schild is een blauwkleurig schild met stekels en komt qua grote overeen met het groene en rode schild. Het vliegt naar de coureur in de eerste positie, met als gevolg dat de geraakte wagen ondersteboven valt. Dit schild vliegt precies over het midden van de baan, waardoor wagens die in het midden rijden ook geraakt kunnen worden. De gouden paddenstoel heeft hetzelfde effect als de superpaddenstoel, alleen kan deze voor ongeveer 15 seconden lang onbeperkt gebruikt worden. Een fake item box is een doos die lijkt op een normale voorwerpdoos, maar dan met het vraagteken onderste boven. Wanneer een coureur in botsing komt met zo'n doos, ontploft deze. Van het groene schild, het rode schild en de superpaddenstoel is een driedubbele-versie beschikbaar. De bananen hangen in een sliert achter de kart, de overige voorwerpen cirkelen rondom de kart.

## Speelbare Figuren
- Mario
- Luigi
- Princess Peach
- Toad
- Yoshi
- Donkey Kong
- Wario
- Bowser

## Circuits
Mario Kart 64 zet de standaard voor vier circuits per beker, waar voorganger Super Mario Kart twintig circuits verdeeld over vier bekers had. Tot Mario Kart 8 hebben alle vervolgdelen, op Mario Kart DS na, zestien nieuwe circuits verdeeld over vier bekers.

### Standaard
Mushroom Cup
- Luigi Raceway
- Moo Moo Farm
- Koopa Troopa Beach
- Kalimari Desert

Flower Cup
- Toad's Turnpike
- Frappe Snowland
- Choco Mountain
- Mario Raceway

Star Cup
- Wario Stadium
- Sherbet Land
- Royal Raceway
- Bowser's Castle

Special Cup
- DK's Jungle Parkway
- Yoshi Valley
- Banshee Boardwalk
- Rainbow Road

### Mirror Mode
In deze cup zijn alle circuits in spiegelbeeld.

## Gevechtsarena's
- Big Donut
- Block Fort*
- Double Deck
- Skyscraper

- *Block Plaza (Mario Kart Wii) & Block City (Mario Kart Double Dash) zijn op Block Fort gebaseerd.

## Modes

### 1P Game
- Grand Prix
- Time Trials

### 2P Game
- Grand Prix
- VS mode
- Battle

### 3/4P Game
- VS Mode
- Battle

## Virtual Console
Op 26 januari 2007 werd Mario Kart 64 toegevoegd aan de Virtual Console-lijst.
Voor 1000 Wii-Points is het spel te koop.

## Sprites
Hoewel de Nintendo 64 prima in staat was om 3D objecten op een tv-scherm te genereren, is Mario Kart 64 niet helemaal in 3D uitgevoerd. Bijvoorbeeld de kartwagens met bijbehorende personages; deze zijn plat, dit zijn sprites. Om rekenkracht te sparen hebben de makers een versie van elke speler gemaakt van elke camerahoek. Dus als de camera van positie verandert, zal er een andere versie van je speler tevoorschijn komen. In 2003 kwam Mario Kart: Double Dash!! uit, het eerste Mario Kart-spel dat volledig in 3D uitgevoerd is.

## Trivia
- Het spel is opgenomen in het boek 1001 Video Games You Must Play Before You Die van Tony Mott.